# Michael Nerlich
Michael Nerlich (* 11. März 1939 in Brandenburg an der Havel) ist ein deutscher Romanist.

## Leben

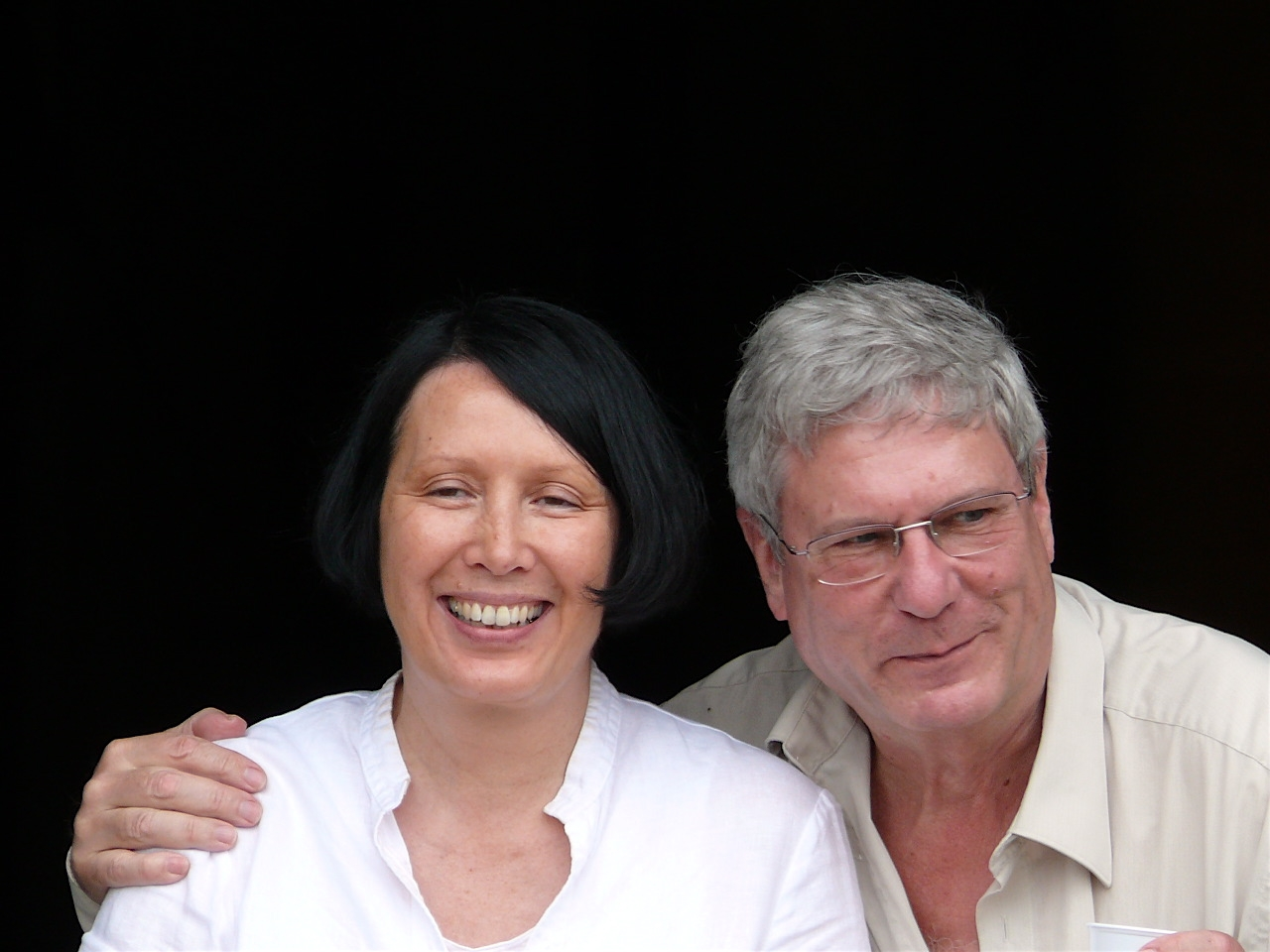
Michael Nerlich mit seiner Frau Evelyne Sinnassamy

Michael Nerlich studierte Germanistik, Romanistik und Kunstgeschichte in Hamburg, Köln und Bonn sowie in Paris, Salamanca und Madrid. Er promovierte 1964 bei Fritz Schalk über die Rezeption der aristotelischen Literaturauffassung in der klassizistischen Epik in Spanien. Anschließend erforschte er das Thema der Judenverfolgung unter den Katholischen Königen am Beispiel von Fray Luis de León. Seine Habilitationsschrift erschien 1966 unter dem Titel El Hombre justo y bueno. Inocencia bei Fray Luis de León. Zur gleichen Zeit engagierte er sich gemeinsam mit Jakov Lind in der avantgardistischen Literaturzeitschrift Akzente gegen Literaturexperimente ohne tieferen Sinn.
Bereits mit 29 Jahren erhielt er seinen ersten Ruf und war von 1969 bis 2000 Professor für Romanische Literaturwissenschaft an der Technischen Universität Berlin und geschäftsführender Direktor des Instituts für Romanistische Literatur. Zudem baute er dort in den 1990er Jahren ein Frankreichzentrum auf, das heute zur Freien Universität Berlin gehört.
Von 2000 bis 2008 vertrat Nerlich eine Professur für Spanische Literaturwissenschaft an der Université Blaise Pascal, Clermont-Ferrand und engagierte sich für die Vergleichende Literaturwissenschaft der Französischen Abteilung.
Nerlich ist verheiratet mit der Lyrikerin Évelyne Sinnassamy und lebt in Charroux, Frankreich. Sie haben eine Tochter, France Nerlich, die Kunstgeschichte an der Universität Francois Rabelais in Tours unterrichtet.

## Wirken
Michael Nerlich setzte sich vor allem für die Aufarbeitung der deutsch-französischen Vergangenheit in der Romanistik und für eine Verbesserung des deutsch-französischen Dialogs ein. 1975 gründete er gemeinsam mit seiner Frau die zweisprachige Zeitschrift Lendemains. Études Comparées sur la France, die heute im Gunter Narr Verlag erscheint. Die Zeitschrift verbindet sprach- und literaturwissenschaftliche Ansätze mit geschichts- und sozialwissenschaftlicher Forschung. Thematisiert werden Geschichte und Aktualität Frankreichs sowie die deutsch-französischen Beziehungen.
Auch außerhalb der Universität bemühte sich Michael Nerlich um die Aufbereitung und den Erhalt der französischen Geschichte. 1985 gründete er in seiner Wahlheimat Charroux im Departement Allier, Zentral-Frankreich, ein Museum zur Stadtgeschichte. Für sein Engagement erhielt er 1996 den Prix Allen, die Verdienstmedaille des Departements.
1977 veröffentlichte Nerlich seinen zweibändigen Beitrag zur Erforschung der bürgerlichen Bewusstseinsbildung 1100–1750 unter dem Titel Kritik der Abenteuer-Ideologie. Dieser gilt heute als Grundlagenwerk der Geschichte des Experimental- und Risikodenkens.
1988 erschien sein Buch Apollon et Dionysos ou la science incertaine des signes. Darin wies Nerlich anhand von Texten von Montaigne, Stendhal und Robbe-Grillet nach, dass die Realität (auch) der (offensten) Texte jeder Interpretation Grenzen setzt. Diese Überzeugung teilte zwei Jahre später auch Umberto Eco in seinem Buch über Die Grenzen der Interpretation. In den darauffolgenden Jahren entdeckte Michael Nerlich immer mehr Gemeinsamkeiten zwischen Ecos und seinen literaturwissenschaftlichen Ansätzen, die er zum Gegenstand von Publikationen machte. Schließlich näherte sich Nerlich auch dem Eco’schen Romanwerk und veröffentlichte 1995 im Lettre International die erste deutsche Besprechung der zu diesem Zeitpunkt noch nicht übersetzten Insel des vorigen Tages. Die langjährige Auseinandersetzung mit Ecos Leben und Werk führten Michael Nerlich zu einer Biographie über den italienischen Schriftsteller und Semiotiker mit einer ausführlichen Untersuchung des Eco’schen Gesamtwerks, die im  A. Francke-Verlag erschienen ist.

## Publikationen (Auswahl)
- Untersuchungen zur Theorie des klassizistischen Epos in Spanien (1700–1850) (= Kölner Romanistische Arbeiten, Neue Folge, Heft 27), Genf und Paris 1964.
- El Hombre justo y bueno. Inocencia bei Fray Luis de León (= Analecta Romanica, Heft 17), Vittorio Klostermann, Frankfurt a. M. 1966.
- Kunst, Politik und Schelmerei, Athenäum Verlag, Frankfurt a. M. 1969.
- Kritik der Abenteuerideologie. Beitrag zur Erforschung der bürgerlichen Bewusstseinsbildung 1100–1750, Akademie-Verlag, Berlin 1977. Engl.: University of Minnesota Press, Minneapolis 1987.
- Apollon et Dionysos ou la science incertaine des signes. Montaigne, Stendhal, Robbe-Grillet, Hitzeroth, Marburg 1989, ISBN 978-3925944758.
- Stendhal, Rowohlt, Reinbek 1993, ISBN 978-3499505256.
- Los trabajos de Persiles y Sigismunda, Episteme, Valencia 1996.
- Abenteuer, oder das verlorene Selbstverständnis der Moderne, Murmann Verlag, Hamburg 1997, ISBN 978-3980335232.
- El Persiles descodificado, o la Divina comedia de Cervantes, Hiperión, Madrid 2005.
- Umberto Eco. Die Biographie, A. Francke Verlag, Tübingen 2010, ISBN 978-3772083532.

## Herausgebertätigkeiten (Auswahl)
- (mit Gilbert Badia), Kritik der Frankreichforschung: 1871–1975, Argument Verlag, Karlsruhe 1977, ISBN 978-3920037653.
- Stendhal, Die Kartause von Parma, Goldmann, München 1982, ISBN 978-3442076079.
- Les procès verbaux de la Société Populaire de Charroux d'Allier. La petite ville sous la Révolution Française, Charroux, TU Berlin, Berlin 1989.
- (mit Friedrich Knilli), Medium Metropole: Berlin, Paris, New York, Winter, Heidelberg 1986, ISBN 978-3533037811.
- (mit Sybil Dümchen), Texte-Image/Bild-Text, TU Berlin, Berlin 1990.